# Preferencijsko glasovanje
Preferencijsko glasovanje je sustav glasovanja u kojem građani s pravom glasa osim mogućnosti glasovanja za određenu listu imaju pravo zaokruživanja određenog kandidata s te liste, što se razlikuje od tzv. sustava "zatvorenih" lista, gdje građani glasuju samo za željenu listu, a poredak kandidata na listi određuju stranke odnosno kandidati sami.

## Primjena preferencijskog glasovanja u Hrvatskoj
Na izborima za Europski parlament 2013. godine prvi put je primijenjeno preferencijsko glasovanje. Članak 13. Zakona o izborima zastupnika iz Republike Hrvatske u Europski parlament glasi:
Na izborima 2013. prvih 6 kandidata s liste HDZ, HSP AS, BUZ dobilo je povjerenje građana kojim su izabrani u parlament EU. Broj glasova nije bio raspodijeljen onako kako su bili poredani stranački kandidati:
```
                   % glasova
 1. Dubravka Šuica       12,92
 2. Andrej Plenković     15,41
 3. Davor Ivo Stier       5,75
 4. Ivana Maletić         1,83
 5. Zdravka Bušić         1,68
 6. Ruža Tomašić         26,58
11. Zdravko Krmek         2,70

```

Iz toga je vidljivo da su prva četiri izabrana kandidata prošla "test" izbora i apsolutni i relativni dobivenim brojem glasova, dok Zdravko Krmek s 2,70 % glasova je daleko od 10 % traženih Zakonom da bi se ugurao u prvih šest. Druga lista na izborima (SDP, HNS, HSU) ima bitno drugačiju raspodjelu glasova:
```
                           % glasova
 1. Tonino Picula                47,34
 2. Biljana Borzan                7,50
 3. Marino Baldini                0,69
 4. Oleg Valjalo                  0,57
 5. Sandra Petrović Jakovina      1,62
 6. Jozo Radoš                    6,84

```

Ovdje se Jozo Radoš nije uspio "ugurati" među prvih 5 jer nije dobio više od 10 % glasova, a samo prva dva kandidata s liste imaju značajniji postotak glasova svog biračkog tijela.